# 福禄寺礁
福禄寺礁，中国渔民俗称西北角，位于在郑和群礁的西面，大现礁西北，属独立环礁。

## 历史
- 1935年中国的公布名称为西石或女神庙石。
- 1947年和1983年中国的公布名称为福禄寺礁
- 有外文图书称其为 Western Reef 或 Flora Temple[1]。

## 地质地形
该滩呈宽窄不一的长条形，东北一西南走向，长2.8km，宽0.45-0.9km，面積為0.4平方公里，礁盘水深1.8-5.6m，向东北方向水深增至9m，周围最深达128m。

## 地理坐标
北纬10度14分，东经113度37分海域内。